# تشيس إدموندز
تشيس إدموندز (بالإنجليزية: Chase Edmonds)‏ هو لاعب كرة قدم أمريكية أمريكي، ولد في 13 أبريل 1996 في هاريسبرج في الولايات المتحدة.

## وصلات خارجية
- تشيس إدموندز على موقع مرجع كرة القدم المحترفة.كوم (الإنجليزية)